# 台湾居民定居证
台湾居民定居证是由中华人民共和国出入境管理局签发給希望定居於中国大陆的台湾地区居民的一種證件。欲在中國大陸定居者，從擬定居地縣級以上出入境管理機構取得該證件後，即可辦理戶口登記，申領居民身份證。

## 历史
1986年，中共中央统战部发布《关于进一步做好台湾同胞来大陆定居工作的意见》。1987年，中华人民共和国公安部发布《关于加强台湾同胞入出境管理工作的通知》，明确提出由相关部门向申请定居的台胞签发定居证明。
1992年5月，中华人民共和国国务院颁布的《中国公民往来台湾地区管理办法》正式实施，办法明确了台湾居民来大陆定居的流程，规定“批准定居的，公安机关发给定居证明”。最初批准对象仅为依亲定居，包括接受赡养、抚养、扶养以及结婚投靠。而后批准对象延申至投资定居与技术定居。
2023年9月，中共中央、国务院发布《关于支持福建探索海峡两岸融合发展新路　建设两岸融合发展示范区的意见》，提出“台胞在闽定居落户实现‘愿落尽落’”。11月，出入境管理局出台《支持福建建设两岸融合发展示范区十项出入境政策措施》，缩短台湾居民在闽定居审批和办证时限。
2024年1月，出入境管理局明确，拟在中国大陆福建省定居的台湾居民，除法規禁止情形外均可申请定居，不再需要依親、投資等條件，且批准定居落户时无须上缴台湾地区身份证件。中華民國大陸委員會認為，此舉破壞了兩岸透過各自法規共同維繫的「兩岸單一戶籍制度」，製造兩岸人員交流失序狀態，嚴重影響台灣社會安定。

## 证件样式

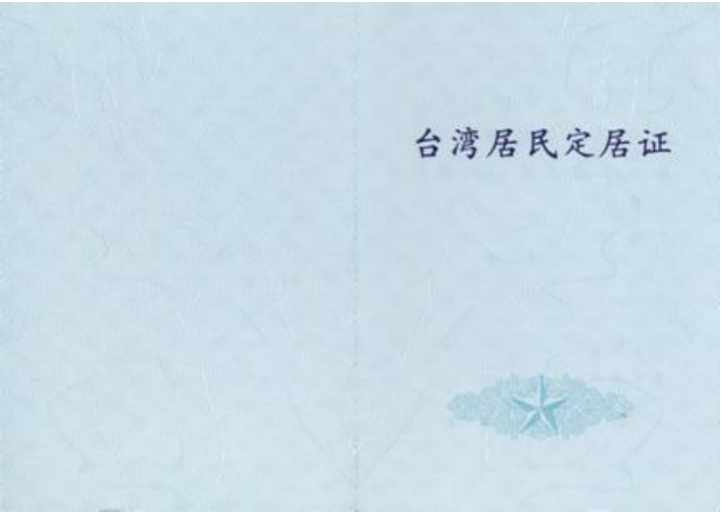
台湾居民定居证封面

台湾居民定居证为一张天蓝色的纸质证件，外页印有“台湾居民定居证”字样。内页为资料页，最上行标注有证件编号与持证人彩色免冠照片（相纸及缩印），除此以外还有如下信息：
根据《中国公民往来台湾地区管理办法》第二十条规定，批准台湾居民×××来大陆定居。
- 姓名
- 性别（“男”或“女”）
- 出生日期（格式：“YYYYMMDD”）
- 出生地（以台湾身份证登列地点为准）
- 民族（56个官方认定的民族名称）
- 定居地址（拟定居所在地）
- 签发机关（中华人民共和国出入境管理局）
- 签发日期（格式：“YYYY年MM月DD日”）

## 功能
用于在拟定居地户口登记机关办理常住户口登记手续并申领居民身份证。

## 办理

### 中国大陆（除福建省）
申請人資格為：
1. 在台孤身一人，无人赡养，且在大陆拟定居地有父母、配偶（此种情形须符合下述第二项的规定）、子女等直系亲属，该亲属有能力赡养并保证赡养，本人的生活费用及住房等能够自理；
2. 与大陆居民结婚3年以上（含3年）的台湾居民及其未成年子女；
3. 在大陆投资经济效益好或投资金额巨大的投资者及其配偶、未成年子女；
4. 国家急需的科技、教育、文化、医学、农业等领域的人才及其配偶、未成年子女。[8]

合資格人士憑上述有關材料，向擬定居地縣級出入境機構提供申請，一般在20個工作日内向申请人签发《批准定居通知书》。
申请人须在《批准定居通知书》有效期（一般為6個月）内，到申請定居地的市縣公安局，上缴原持有的台湾居民来往大陆通行证（或其他有效旅行证件）、中华民国国民身分证和中华民国护照，公安机关出具《证件收缴证明》，並發給《台湾居民定居证》。隨後，持《批准定居通知书》和《台湾居民定居证》到定居地户口登记机关办理常住户口登记手续并申领中华人民共和国居民身份证。

### 福建省
申請人資格為拟在福建省定居落户的台湾居民。
办理该证时需向縣級以上出入境管理機構，交验其臺胞證，以及其持有的中華民國國民身分證或戶籍謄本和中華民國護照。公安機關留存其臺胞證複印件，以及其台灣身份證或戶籍謄本的複印件或電子掃描件，但不再收繳原件。
一般在10個工作日内作出審批決定，向申请人签发《台湾居民定居证》和《批准定居通知书》，申请人在《批准定居通知书》有效期内持《批准定居通知书》和《台湾居民定居证》到定居地户口登记机关办理常住户口登记手续并申领中华人民共和国居民身份证。

## 争议
依《两岸人民关系条例》规定，在中国大陆设立户籍者为大陆地区人民，丧失台湾地区人民身份。
2024年1月，台籍教師張立齊在福建獲頒定居證，作為定居新制首批個案，受到中國央視公開報導。陸委會其時回應說，申領定居證不需在大陸設戶籍，因此不觸及兩岸條例上述規定。他此後亦未真正在大陸設立戶籍，其定居證在6個月有效期滿後失效。
2025年4月16日，陆委会作出法律释示，将取得定居证视为设有户籍。国台办发言人对此回应说，定居证是发放给已被批准来大陆定居落户的台湾居民短期持有的一种临时性、过渡性证件。
依台灣行政法，行政函释可具有追溯性，賴清德政府為執行上述函釋，於2025年6月宣佈張立齊喪失台灣地區人民身份。張立齊一方遂啓動行政訴願訴訟救濟程序。